# ユレ・シンコヴェッチ
ユレ・シンコヴェッチ（Jure Šinkovec、1985年7月3日 - ）はスロベニア、リュブリャナ出身のスキージャンプ選手。

## プロフィール
2005年11月のクーサモ大会でスキージャンプ・ワールドカップにデビュー。
その後国際大会で目立った活躍はなかったが、2012年スキーフライング世界選手権の団体戦でイェルネイ・ダミヤン、ユーリ・テペシュ、ロベルト・クラニエッツとともに銅メダルを獲得した。